# Estas Tonne
Estas Tonne (in ucraino Станіслав Тонне?) (Zaporižžja, 24 aprile 1975) è un chitarrista e musicista ucraino, che si definisce un "moderno trovatore".

## Biografia
Nato Stanislav Tonne nel 1975 in Ucraina, ha iniziato a suonare la chitarra all'età di otto anni e ha studiato musica classica presso la locale scuola di musica. Dopo che la sua famiglia si è trasferita in Israele nel 1990, Tonne ha smesso di suonare per 11 anni. Nel settembre 2001 si trasferisce a New York e riprende a suonare la chitarra in duo con il violinista e musicista di strada Michael Shulman.
Successivamente ha iniziato a viaggiare in tutto il mondo come musicista solista. Tonne tiene concerti e performance internazionali, oltre a esibirsi in manifestazioni musicali, di yoga, arte o altri festival.

## Strumentazione
Estas Tonne suona una chitarra classica, con corde D'Addario ma anche flauto e percussioni. Per le registrazioni studio e gli effetti dal vivo utilizza equipaggiamenti TC-Electronic, Electro-Harmonix e pedali Boss.

## Discografia

### Album in studio
- Black and White World (2002)
- Dragon of Delight (2004)
- 13 Songs of Truth (2008)
- Bohemian Skies (2009)
- Place of the Gods (2011)
- Internal Flight (2013)
- Mother of Souls - Soundscape of Life (Estas Tonne & One Heart Family) (2016)
- Anthology Vol. I & Vol. II  (2021)

### Album dal vivo
- The Inside Movie (2012)
- Live in Odeon (2012)
- Internal Flight (Live in Garavasara) (2013)
- Space Creation (Live in Zurich 2016) (2016) con Yonatan Bar Rashi
- Live in ULM – Outer ◦ Inner - doppio album (2018)